# Blohm & Voss BV 155
De Blohm & Voss Bv 155 is een eenpersoons jachtvliegtuig voor gebruik op grote hoogte, dat was ontworpen door Messerschmitt. De productie werd in handen gegeven van Blohm & Voss. Massaproductie was gepland, maar het toestel werd nooit operationeel gebruikt.

## Uitvoeringen
Er waren twee uitvoeringen;
De Bv 155B was uitgerust met een Daimler-Benz DB 603A motor en TKL 15 turbo supercharger, had een vleugeloppervlak van 39 m² en een brandstofcapaciteit van 416 lt.
Voor de Bv 155B werden vier bewapeningsvarianten ontwikkeld;
- twee 20 mm MG 151/20 kanonnen en een 30 mm MK 108 kanon,
- twee 20 mm MG 151/20 kanonnen en een 30 mm MK 108 kanon,
- drie 30 mm MK 108 kanonnen of
- drie 30 mm MK 108 kanonnen.

De Bv 155C was uitgerust met een Daimler-Benz DB 603U motor en TKL turbo supercharger, had een vleugeloppervlak van 35,6 m² en een brandstofcapaciteit van 1000 l.
Het toestel kon worden uitgerust met twee 20 mm MG 151/20 kanonnen met 100 schoten elk en een 30 mm MK 108 kanon met 60 schoten.